# Герб Муравьёвского сельского поселения
Герб Муравьёвского сельского поселения — официальный символ сельского поселения Муравьёвское Вельского муниципального района Архангельской области. Герб утверждён Решением № 113 Совета депутатов МО «Муравьёвское» от 23 ноября 2010. Герб внесён в Государственный геральдический регистр Российской Федерации под регистрационным номером 6712.

## Описание и символика
Описание герба:
В лазоревом (синем, голубом) поле золотая сосна, сопровождаемая с каждой стороны золотой ветвью черёмухи, каждая с тремя листьями в трилистник и, под ними, четырьмя чёрными ягодами, свисающими на золотых черенках по две с каждой стороны ветви
Лазоревое поле щита символизирует честность, верность, безупречность. Золотая сосна — символизирует изобилие в данном регионе этих деревьев, которые приносят доход данному сельскому поселению. Ветки черемухи с плодами говорят об изобилии ягод в данном регионе.